# Marcel Bournérias
Marcel Bournérias (né le 13 novembre 1920 à Poissy et mort le 10 janvier 2010 à Asnières-sur-Seine) est un botaniste français, auteur ou coauteur de nombreux ouvrages scientifiques et de vulgarisation.

## Éléments biographiques
Agrégé de sciences naturelles (1948), homme très cultivé et ardent défenseur du patrimoine naturel, c'était aussi un homme de terrain et un pédagogue qui mettait la connaissance scientifique à la portée de tous. Il fut professeur de sciences au lycée Henri-Martin de Saint-Quentin dans l’Aisne, dans les classes préparatoires aux grandes écoles biologiques du lycée Chaptal, et à la préparation à l'agrégation des Sciences naturelles de l’ENS de Saint-Cloud.
Son ouvrage majeur et innovant est sans conteste le Guide des groupements végétaux de la région parisienne. Il est l'auteur ou l'éditeur scientifique de nombreux articles et monographies concernant la flore et la végétation du Bassin parisien, du Quercy, des Alpes, du Grand-Nord canadien, de cartes de végétation de la France, de comptes rendus d’excursions, d’ouvrages scolaires et de vulgarisation dont les Guides naturalistes des côtes de France et le Génie des végétaux. Il portait aussi un intérêt particulier aux Orchidées.
Sa bibliothèque qui comptait quelque 500 ouvrages a été donnée à la bibliothèque botanique et phytosociologique de France du Conservatoire botanique national de Bailleul.

## Principales publications
- Les associations végétales de l'antique forêt de Beine, Paris, Paul Lechevalier, 1949, Encyclopédie biogéographique et écologique, vol. 3, 163 p., 11 fig., 20 tab., 15 pl.
- Flore de l'Aisne : Catalogue des plantes vasculaires du département. Étude phytogéographique du Laonnois : État actuel de la végétation dans la partie moyenne du département de l'Aisne, Société d'histoire naturelle de l'Aisne, 1952-1961, 356 p.
- Guide des groupements végétaux de la région parisienne, Paris, SEDES, 1968, 290 p. (mis à jour et ré-édité en 1979, 1984 et 2001)
- Les orchidées de France, Belgique et Luxembourg, Collectif Société Française d’Orchidophilie coordonné par Marcel Bournérias, Mèze Biotope, coll. « Parthénope », 1968, 416 p.  (ISBN 2-9510379-1-0) (2e éd., 2005, 504 p.  (ISBN 2-914817-11-8))
- Guides naturalistes des côtes de France, Paris, Delachaux & Niestlé, 1984-1999, 9 volumes.
- Le génie des végétaux : des conquérants fragiles, Paris, Belin, coll. « Pour la science », 2006, 287 p.  (ISBN 2-7011-4095-1)